# Чуж'ялово
Чуж'я́лово (рос. Чужьялово) — присілок в Зав'яловському районі Удмуртії, Росія.
Знаходиться на лівому березі річки Чуж'яловка, лівої притоки Мужвайки, між присілками Шабердіно на півночі та Можвай на півдні.

## Населення
Населення — 56 осіб (2012; 68 в 2010).
Національний склад станом на 2002 рік:
- удмурти — 63 %
- росіяни — 34 %

## Урбаноніми[3]
- вулиці — Зарічна, Шкільна